# チン小帯
チン小帯（チンしょうたい、Zinn’s membrane, ciliary zonule）は、毛様体小帯または毛様小帯とも呼び、毛様体を水晶体に繋ぐ環状の線維である。ヨハン・ゴットフリート・ツィンにちなんで名づけられた。

## はたらき
チン小帯は眼球の内部で水晶体を固定している、線維のあつまりである。チン小帯が水晶体を支えることによって、水晶体はその形を左右対称に保ち、ピントを網膜に合わせることができる。加齢にしたがって劣化していくほか、目をこすることによっても劣化し、一旦切れると再生しない。

## 発達
毛様体上皮細胞がチン小帯の一部を形成している可能性がある。

## 解剖学
チン小帯は、2つの層に分かれている。薄い層は硝子体窩に並び、厚い層は小帯線維が集まっている。線維は、毛様体小体として知られる。チン小帯の直径は、約1から2 μmである。
水晶体との摩擦等で、色素顆粒がチン小帯から放出されると、虹彩の色は徐々に薄くなる。これらの色素顆粒がチャネルを阻害し、緑内障を引き起こすこともある。
チン小帯は、主に結合組織タンパク質であるフィブリリンで構成されている。フィブリリン遺伝子の変異はマルファン症候群を引き起こし、水晶体脱臼の危険が高まる。

## 見かけ
チン小帯は、細隙灯で見ることは難しいが、子供のものや虹彩欠損症、水晶体亜脱臼の場合は見えることがある。チン小帯の数は、年齢とともに減少する。チン小帯は、水晶体外縁の前方及び後方に挿入されているように見える。

## 画像

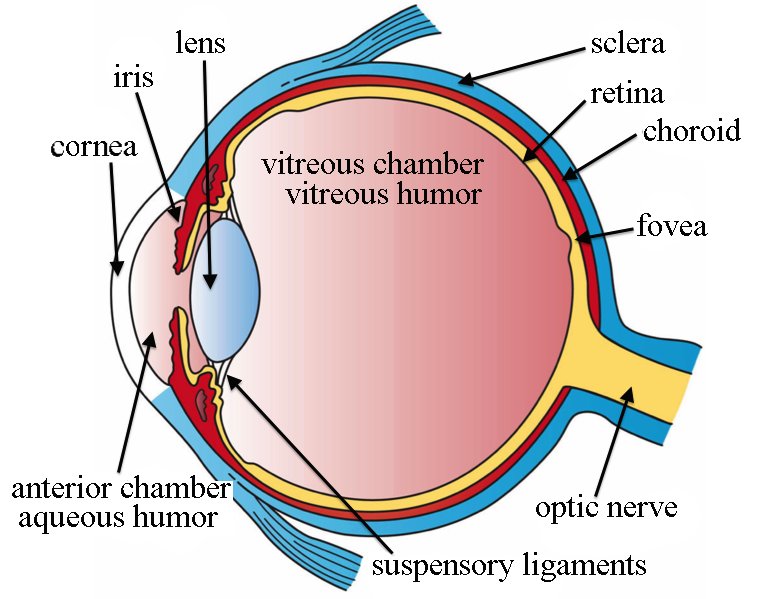
目の模式図
目の模式図